# Hüseyinli, Samandağ
Hüseyinli là một xã thuộc huyện Samandağ, tỉnh Hatay, Thổ Nhĩ Kỳ. Dân số thời điểm năm 2011 là 639 người.